# Caos: la creación de una ciencia
Caos: la creación de una ciencia (Chaos: Making A New Science en inglés) es el libro más vendido de James Gleick y el primero que acercó los principios y el desarrollo de la Teoría del Caos al público general. Fue finalista del National Book Award en 1987 y del Premio Pulitzer en 1988, y preseleccionado para el Premio Aventis en 1989.
Es el primer libro popular sobre esta rama de la matemática y la física, y describe cosas como el Conjunto de Mandelbrot, los Conjuntos de Julia y el Atractor de Lorenz sin recurrir a matemática compleja. Retrata el esfuerzo de docenas de científicos cuyos trabajos independientes contribuyeron al desarrollo de la teoría.